# Henk Koenders
Henk Koenders (Zutphen, 5 oktober 1946) was een Nederlands voormalig voetballer van De Graafschap en Go Ahead Eagles. Hij speelde op De Vijverberg in Doetinchem van 1963 tot 1970 als linksback afwisselend in de eerste en tweede divisie onder de trainers Ad Zonderland en Evert Teunissen. Daarna vertrok hij naar Deventer waar hij op de Adelaarshorst onder andere Barry Hughes als oefenmeester had. Nadat De Graafschap naar de eredivisie was gepromoveerd, kwam hij terug. Een van de trainers was toen Piet de Visser.
Hij speelde 7 seizoenen in de Eredivisie, speelde daarin 195 wedstrijden en scoorde 11 keer.

## Carrièrestatistieken
| Seizoen         | Club            | Land            | Competitie       | Competitie | Competitie | Beker | Beker | Internationaal | Internationaal | Overig | Overig | Totaal | Totaal |
| Seizoen         | Club            | Land            | Competitie       | Wed.       | Dlp.       | Wed.  | Dlp.  | Wed.           | Dlp.           | Wed.   | Dlp.   | Wed.   | Dlp.   |
| --------------- | --------------- | --------------- | ---------------- | ---------- | ---------- | ----- | ----- | -------------- | -------------- | ------ | ------ | ------ | ------ |
| 1963/64         | De Graafschap   | Nederland       | Tweede divisie   | –          | 0          | –     | 0     | 0              | 0              | 0      | 0      | –      | 0      |
| 1964/65         | De Graafschap   | Nederland       | Tweede divisie A | –          | 0          | –     | 0     | 0              | 0              | 0      | 0      | –      | 0      |
| 1965/66         | De Graafschap   | Nederland       | Tweede divisie A | –          | 0          | –     | 0     | 0              | 0              | 0      | 0      | –      | 0      |
| 1966/67         | De Graafschap   | Nederland       | Eerste divisie   | –          | –          | –     | –     | 0              | 0              | 0      | 0      | –      | –      |
| 1967/68         | De Graafschap   | Nederland       | Tweede divisie   | –          | 0          | –     | 0     | 0              | 0              | 0      | 0      | –      | 0      |
| 1968/69         | De Graafschap   | Nederland       | Tweede divisie   | –          | 0          | –     | 0     | 0              | 0              | 0      | 0      | –      | 0      |
| 1969/70         | De Graafschap   | Nederland       | Eerste divisie   | –          | –          | –     | 0     | 0              | 0              | 0      | 0      | –      | –      |
| 1970/71         | Go Ahead        | Nederland       | Eredivisie       | –          | –          | –     | 0     | 0              | 0              | 0      | 0      | –      | –      |
| 1971/72         | Go Ahead Eagles | Nederland       | Eredivisie       | –          | –          | –     | 0     | 0              | 0              | 0      | 0      | –      | –      |
| 1972/73         | Go Ahead Eagles | Nederland       | Eredivisie       | –          | –          | –     | 0     | 0              | 0              | 0      | 0      | –      | –      |
| 1973/74         | De Graafschap   | Nederland       | Eredivisie       | –          | –          | –     | 0     | 0              | 0              | 0      | 0      | –      | –      |
| 1974/75         | De Graafschap   | Nederland       | Eredivisie       | –          | –          | –     | 0     | 0              | 0              | 0      | 0      | –      | –      |
| 1975/76         | De Graafschap   | Nederland       | Eredivisie       | –          | –          | –     | 0     | 0              | 0              | 0      | 0      | –      | –      |
| 1976/77         | De Graafschap   | Nederland       | Eredivisie       | –          | –          | –     | 0     | 0              | 0              | 0      | 0      | –      | –      |
| Carrière totaal | Carrière totaal | Carrière totaal | Carrière totaal  | –          | –          | –     | 0     | 0              | 0              | 0      | 0      | –      | –      |

## Erelijst
De Graafschap
| Nationaal      |    |         |
| Tweede divisie | 1x | 1968/69 |